# Calycanthus occidentalis
Genre
Calycanthus occidentalis, communément appelé spice bush (buisson épice) ou western sweetshrub (arbuste occidental), est une espèce de plantes à fleurs de la famille des Calycanthaceae. C'est un arbuste originaire de Californie et, selon certaines sources, de l'État de Washington. Il pousse le long des ruisseaux et des canyons humides au pied des montagnes,,.

## Synonymes
- Butneria occidentalis Greene Erythea 1: 207 (1893)
- Calycanthus macrophyllus hort. ex K.Koch Dendrologie 1: 364 (1869)

## Description

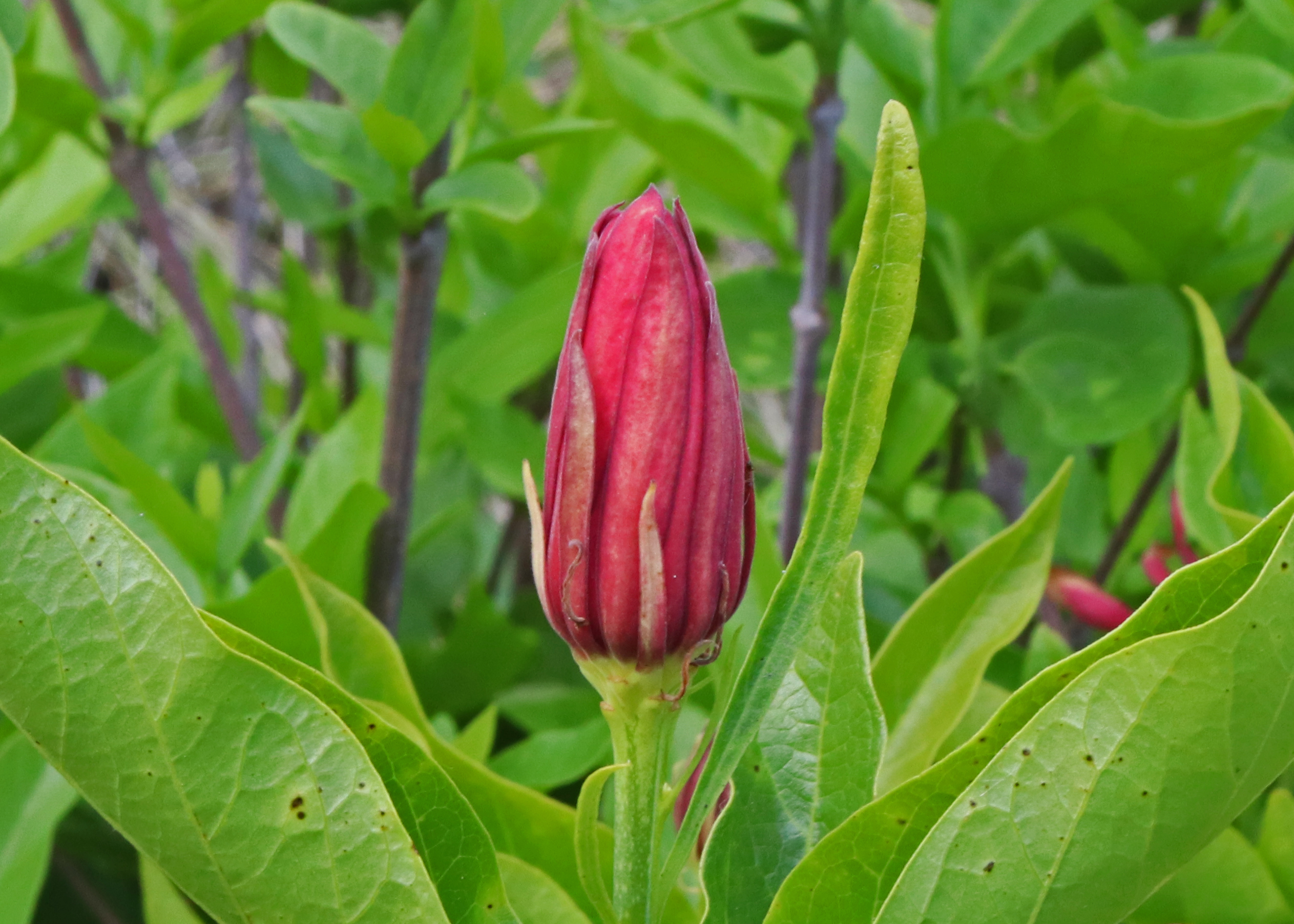
Les sépales et les pétales sont semblables.

Calycanthus occidentalis est un arbuste vigoureux à port étalé qui peut atteindre une hauteur de 4 m . Ses feuilles caduques sont opposées et mesurent environ 5-15 cm de long et  2 - 8 cm de large. Elles sont plus ou moins ovales avec des pointes aiguës, une base arrondie. Les fleurs apparaissent de la fin du printemps au début de l'automne. Les fleurs n'ont pas de sépales et de pétales distinctifs, mais des tépales de couleur rouge foncé à bordeaux, 2-6cm de long et 0,5-1 cm de large. Les fleurs sont d'environ 5 cm de large. Les tépales renferment environ 10–15 étamines,. Les fleurs sont pollinisées par des coléoptères de la famille Nitidulidae.

## Répartition et habitat
Calycanthus occidentalis est originaire de Californie et, selon certaines sources, de Washington,. Il pousse le long des ruisseaux et sur les pentes humides des canyons à des altitudes de 200–1 600 m (700–5 200 ft).